# لینا
لینا فیلمی به کارگردانی و نویسندگی رامین رسولی محصول سال ۱۳۹۶ است.

## داستان فیلم
داستانی را درباره زندگی یک دختر افغانستانی در خانواده‌ای ایرانی روایت می‌کند که هویت گمشده‌ خود را می‌جوید.
در آخر فیلم مریم یا همان لینا تصمیم به برگشت بسوی پدرت خود را دارد.

## بازیگران
بازیگر اصلی «لینا» حسیبا ابراهیمی بازیگر افغانستانی است که با چند مترمکعب عشق در سینمای ایران به شهرت رسید. همچنین همایون ارشادی که در افغانستان با فیلم بادبادک‌باز به کارگردانی مارک فورستر شناخته می‌شود هم در این فیلم ایفای نقش کرده است. امیر آقایی بازیگر دیگر «لینا» است.